# 滨海圣玛丽
滨海圣玛丽（法語：Saintes-Maries-de-la-Mer，法語發音：[sɛ̃t maʁi də la mɛʁ]）是法国罗讷河口省的一个市镇，属于阿尔勒区。

## 地理
滨海圣玛丽（43°27'6"N, 4°25'41"E）面积374.61 平方千米，位于法国普罗旺斯-阿尔卑斯-蓝色海岸大区罗讷河口省，该省份为法国东南部沿海省份，北起沃克吕兹省，西接加尔省，南濒地中海，东临瓦尔省。
与滨海圣玛丽接壤的市镇（或旧市镇、城区）包括：阿尔勒、艾格莫尔特、勒格罗迪鲁瓦、圣吉勒、圣洛朗代古兹、沃韦尔。

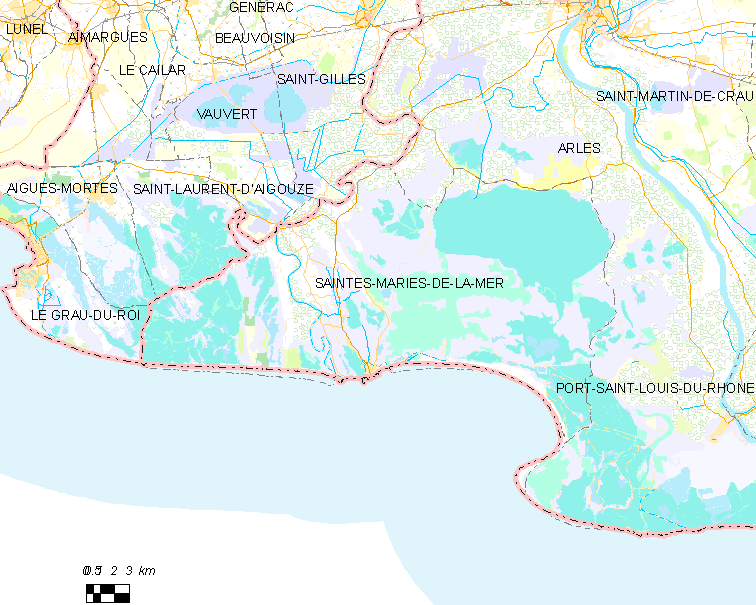
滨海圣玛丽的OSM定位图

滨海圣玛丽的时区为UTC+01:00、UTC+02:00（夏令时）。

## 行政
滨海圣玛丽的邮政编码为13460，INSEE市镇编码为13096。

## 政治
滨海圣玛丽所属的省级选区为阿尔勒县。

## 人口

1962-2008年间滨海圣玛丽人口变化图示

滨海圣玛丽于2022年1月1日时的人口数量为2278人。

## 友好城市
- 義大利 格罗塞托